# Tragiella frieseana
Tragiella frieseana är en törelväxtart som först beskrevs av David Prain, och fick sitt nu gällande namn av Ferdinand Albin Pax och Käthe Hoffmann. Tragiella frieseana ingår i släktet Tragiella och familjen törelväxter.
Artens utbredningsområde är Zambia. Inga underarter finns listade i Catalogue of Life.